# Jeanne de Penin
Pour les articles homonymes, voir Penin.
Jeanne de Penin, est une religieuse cistercienne qui fut la 34e abbesse de l'abbaye de la Cambre.

## Héraldique
d'azur à trois fasces d'argent, accompagnées de trois maillets d'or, deux en chef et un en pointe

## Historique
« La reconstruction se fait en plusieurs étapes, jusqu’au milieu du XVIIe siècle, principalement sous l’abbesse Jeanne de Penin (1599-1642) ».

## Galerie

Abbaye de la Cambre au XVIIe siècle
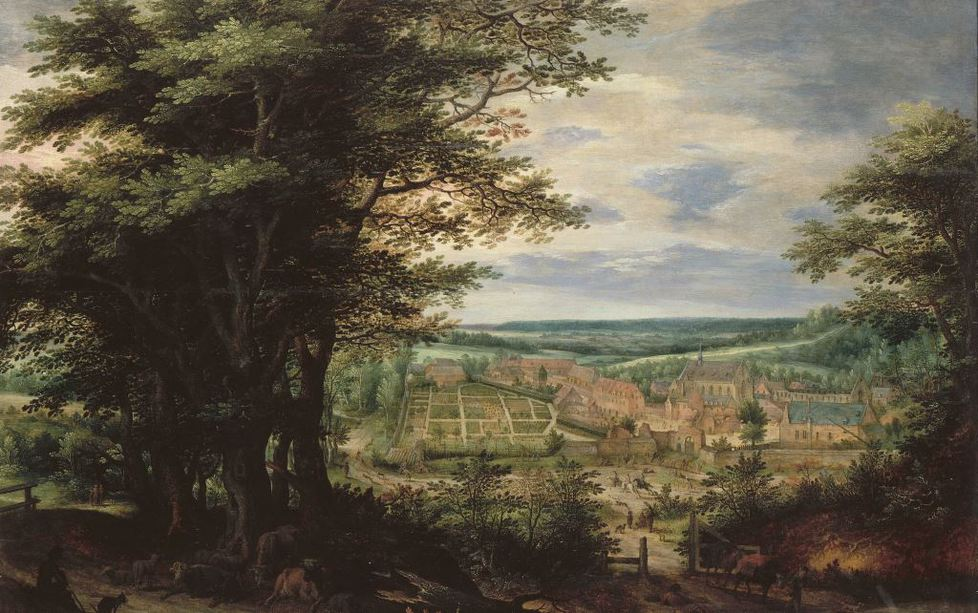
Œuvre de Denis van Alsloot (1609)